# Arquidiócesis del Cuzco
La arquidiócesis del Cuzco o del Cusco (en latín: Archidioecesis Cuschensis) es una circunscripción eclesiástica de la Iglesia católica en Perú. Se trata de una arquidiócesis latina, sede metropolitana de la provincia eclesiástica del Cuzco. Desde el 28 de octubre de 2014 su arzobispo es Richard Daniel Alarcón Urrutia.

## Territorio y organización

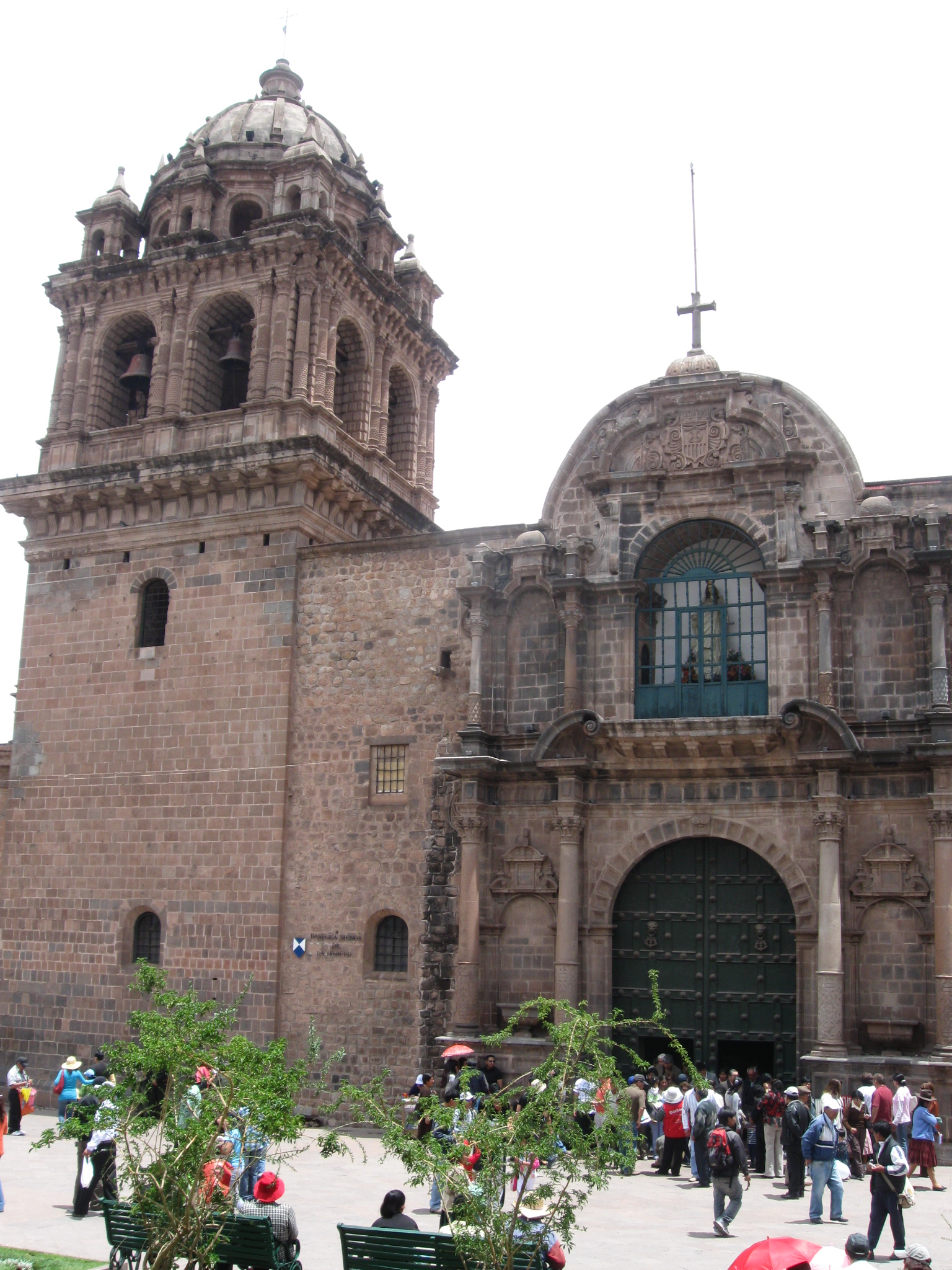
Basílica de Nuestra Señora de la Merced, en Cuzco

La arquidiócesis tiene 3923 km² y extiende su jurisdicción sobre los fieles católicos de rito latino residentes en 8 provincias de la parte central del departamento del Cuzco: Acomayo, Anta, Calca, Cuzco, Paruro, Paucartambo, Quispicanchi y Urubamba.
La sede de la arquidiócesis se encuentra en la ciudad del Cuzco (Cusco según la grafía oficial peruana), en donde se halla la Catedral basílica de la Virgen de la Asunción y la basílica de Nuestra Señora de la Merced.
La arquidiócesis tiene como sufragáneas a las diócesis de Abancay y Sicuani y a la prelatura territorial de Chuquibambilla.
En 2021 en la arquidiócesis existían 85 parroquias agrupadas en 11 decanatos: El Sagrario (Cuzco), Acomayo, Anta, Calca, Paruro, Paucartambo, Quebrada Honda, San Jerónimo, San Antonio Abad, Urubamba, Quispicanchi.
El Sagrario, Cuzco
- El Sagrario;
- Cristo Pobre - Recoleta - Cuzco;
- Nuestra Señora de la Gracia - Cuzco;
- San Antonio Abad - Cuzco;
- San Blas;
- San Pedro Apóstol;
- San Cristóbal;
- Santísima Trinidad - Mariscal Gamarra - Cuzco;
- Señor de los Milagros - Ttío  Wanchaq;
- Santa María de los Andes - Wanchaq;
- Nuestra Señora de Fátima - Wanchaq;
- San Antonio de Padua - Wanchaq;
- Colegio María Auxiliadora

Acomayo
- Nuestra Señora de la Natividad - Acomayo;
- San Miguel - Acos;
- Nuestra Señora de la Asunción - Pillpinto;
- San Pedro Apóstol - Quiquijana;
- Virgen Asunta - Cusipata

Anta
- Inmaculada Concepción - Anta;
- Santísima Trinidad - Izcuchaca;
- San Martín de Tours - Huarocondo;;
- San Nicolás de Bari - Zurite;
- Virgen Asunta - Limatambo;
- Señor Manuel de la Exaltación de la Santa Cruz - Mollepata;
- Viceparroquia - Ancawasi
- San Bartolomé apóstol - Cachimayo
- Dulce Nombre de Jesús - Poroy

Calca
- San Pedro Apóstol - Calca;
- San Pedro Apóstol - Písaq;
- Virgen Asunta - Coya;
- Nuestra Señora de la Asunción - Lamay;
- Santísimo Salvador del Mundo - San Salvador

Paruro
- Nuestra Señora de la Natividad - Paruro;
- San Juan Bautista - Collcha;
- San Esteban Protomártir - Yaurisque;
- Todos los Santos - Huanoquite;
- San Miguel - Accha;
- Virgen del Rosario - Omacha;
- San Pedro Apóstol - Paccareqtambo;
- San Martín de Tours - Ccapi

Paucartambo
- Nuestra Señora del Rosario - Paucartambo;
- San Juan Bautista - Challabamba;
- Virgen Asunción - Ccolqepata;
- Inmaculada Concepción - Pillcopata;
- Virgen del Rosario - Huancarani

Quebrada Honda
- Parroquia de Amparaes;
- María Auxiliadora - Quebrada Honda;
- Monte Salvado;
- Santos Cosme y Damián - Lares

San Jerónimo
- San Jerónimo - San Jerónimo;
- Santo Tomás de Aquino - Rondocan;
- Saylla (viceparroquia);
- Santísimo Salvador - Oropesa;
- San Sebastián - San Sebastián;
- Cristo Peregrino - Túpac Amaru;
- Nuestra Señora de los Dolores - Santa Rosa;
- Nuestra Señora del Carmen - General Ollanta;
- Santa Rita de Cassia - Larapa;
- Santiago Apóstol - Caicay

San Martín de Porres (Lumen Dei)
- San Martín de Porres - Huancaro - Santiago;
- Nuestra Señora de la Natividad - Chinchero;
- San Antonio Abad - Chinchaypucyo;
- Nuestra Señora de las Nieves - Sangarará.;
- San Agustín de Pomacanchi;
- San Jerónimo - Acopía

San Pedro
- San Pedro Apóstol - Cuzco;
- Nuestra Señora de La Almudena - Santiago;
- Santiago Apóstol de Corcca (viceparroquia);
- Nuestra Señora de Belén - Santiago;
- Santa Ana - Cuzco;
- Santiago Apóstol - Santiago;
- Viceparroquia Cachimayo - Poroy

Urcos
- San Juan Bautista - Ccatcca;
- San Juan Bautista - Huaro;
- San Pablo - Ocongate;
- San Pedro Apóstol - Andahuaylillas;
- Virgen Asunta - Cusipata;
- Santiago Apóstol - Urcos

Urubamba
- San Pedro Apóstol - Urubamba;
- Santiago Apóstol - Ollantaytambo;
- San Juan Bautista - Huayllabamba;
- San Francisco de Asís - Maras;
- Santiago Apóstol - Yucay;
- Virgen del Carmen - Machipicchu

Además de la basílica catedral, otros lugares de interés histórico, artístico o religioso son los venerados santuarios del Señor de Huanca, en Calca; del Señor de Sinacara o Coyllorritti en Quispicanchis; de Nuestra Señora del Carmen de Paucartambo, en Paucartambo; de Nuestra Señora de la Asunción de Tiobamba, en  Urubamba y del Señor de Torrechayoc, también en Urubamba.

## Historia
La diócesis del Cusco fue erigida por el papa Paulo III el 5 de septiembre de 1536. Originalmente fue sufragánea de la archidiócesis de Sevilla.
El 14 de mayo de 1541 cedió una parte de su territorio para la erección de la diócesis de Lima (hoy arquidiócesis de Lima) mediante la bula Illius fulciti praesidio del papa Paulo III.
El 12 de febrero de 1546 pasó a formar parte de la provincia eclesiástica de Lima.
El 1 de julio de 1547 cedió una porción de su territorio para la erección de la diócesis de Paraguay (hoy arquidiócesis de Asunción).
El 27 de junio de 1552 cedió una porción de su territorio para la erección de la diócesis de La Plata o Charcas (hoy arquidiócesis de Sucre) mediante la bula Super specula militantis Ecclesiae del papa Julio III.
El 20 de julio de 1609 cedió porciones de su territorio para la erección por el papa Paulo V de las diócesis de Huamanga (hoy arquidiócesis de Ayacucho) mediante la bula Divinae maiestatis; y de Arequipa (hoy arquidiócesis de Arequipa) mediante la bula In supereminenti sedis. sufragáneo de la arquidiócesis de Lima.
En 1598 se estableció el seminario diocesano, dedicado a san Antonio Abad.
En 1614 la diócesis del Cuzco comprendía dentro del Virreinato del Perú los corregimientos de: Ciudad del Cuzco, Vilcabamba, Yucay (o Urubamba), Andes del Cuzco (o Paucartambo), Quispicanchi, Cabana y Cabanillas (o Lampa), Azángaro y Asillo, Carabaya, Chilques y Masques (o Paruro), Chumbibilcas, Condesuyos del Cuzco (o Calca y Lares o Tinta), Cotabambas, Aymaráes, Abancay. En 1784, cuando los corregimientos se transformaron en partidos, seguía comprendiendo a los mismos.
En la relación del virrey del Perú José Antonio Manso de Velasco a su sucesor con fecha 23 de agosto de 1761 indicó que la diócesis del Cuzco tenía 127 569 personas en las 14 provincias que entonces la integraban: Cuzco, Urubamba, Lampa, Calcaylares y Vilcabamba, Chumbivilcas, Cotabambas, Paucartambo, Aymaraes, Azangaro, Carabaya, Chilques y Masques, Canes y Canches, Quispicanche, Abancae.
El 7 de octubre de 1861 cedió una porción de su territorio para la erección de la diócesis de Puno mediante la bula In procuranda universalis Ecclesiae del papa Pío IX.
El 5 de febrero de 1900 cedió otra porción de su territorio para la erección de la prefectura apostólica de Santo Domingo de Urubamba (hoy vicariato apostólico de Puerto Maldonado) mediante el decreto Cum interior de la Congregación de Propaganda Fide.
El 23 de mayo de 1943 fue elevada al rango de arquidiócesis metropolitana con la bula Inter praecipuas del papa Pío XII.
El 28 de abril de 1958 cedió una porción de su territorio para la erección de la diócesis de Abancay mediante la bula Qui arcana del papa Pío XII.
El 10 de enero de 1959 cedió otra porción de su territorio para la erección de la prelatura territorial de Sicuani (hoy la diócesis de Sicuani) mediante la bula Universae Ecclesiae del papa Juan XXIII.

## Estadísticas
Según el Anuario Pontificio 2022 la arquidiócesis tenía a fines de 2021 un total de 2 042 150 fieles bautizados.
| Año                                                                             | Población            | Población | Población      | Sacerdotes | Sacerdotes    | Sacerdotes    | Bautizados por sacerdote | Diáconos permanentes | Religiosos | Religiosos | Parroquias |
| Año                                                                             | Bautizados católicos | Total     | % de católicos | Total      | Clero secular | Clero regular | Bautizados por sacerdote | Diáconos permanentes | Varones    | Mujeres    | Parroquias |
| ------------------------------------------------------------------------------- | -------------------- | --------- | -------------- | ---------- | ------------- | ------------- | ------------------------ | -------------------- | ---------- | ---------- | ---------- |
| 1950                                                                            | 860 000              | 880 000   | 97.7           | 129        | 68            | 61            | 6666                     |                      | 158        | 240        | 145        |
| 1966                                                                            | 610 630              | 678 478   | 90.0           | 98         | 40            | 58            | 6230                     |                      | 58         | 85         | 53         |
| 1968                                                                            | 446 559              | 496 177   | 90.0           | 77         | 37            | 40            | 5799                     |                      | 58         | 90         | 34         |
| 1976                                                                            | 516 710              | 900 000   | 57.4           | 53         | 38            | 15            | 9749                     | 1                    | 45         | 99         | 68         |
| 1980                                                                            | 530 000              | 606 000   | 87.5           | 72         | 57            | 15            | 7361                     |                      | 34         | 98         | 68         |
| 1990                                                                            | 890 000              | 915 000   | 97.3           | 110        | 52            | 58            | 8090                     | 5                    | 105        | 261        | 94         |
| 1999                                                                            | 1 239 000            | 1 256 000 | 98.6           | 157        | 91            | 66            | 7891                     |                      | 112        | 362        | 94         |
| 2000                                                                            | 1 249 000            | 1 269 000 | 98.4           | 142        | 90            | 52            | 8795                     |                      | 114        | 366        | 94         |
| 2001                                                                            | 1 262 000            | 1 280 000 | 98.6           | 144        | 91            | 53            | 8763                     |                      | 115        | 378        | 95         |
| 2002                                                                            | 1 284 000            | 1 300 000 | 98.8           | 187        | 112           | 75            | 6866                     |                      | 171        | 471        | 111        |
| 2003                                                                            | 1 325 000            | 1 350 000 | 98.1           | 174        | 98            | 76            | 7614                     | 3                    | 129        | 300        | 110        |
| 2004                                                                            | 1 350 000            | 1 400 000 | 96.4           | 132        | 72            | 60            | 10 227                   |                      | 90         | 205        | 89         |
| 2006                                                                            | 1 420 000            | 1 471 000 | 96.5           | 138        | 81            | 57            | 10 289                   |                      | 159        | 127        | 76         |
| 2013                                                                            | 1 538 000            | 1 594 000 | 96.5           | 138        | 79            | 59            | 11 144                   |                      | 164        | 154        | 79         |
| 2016                                                                            | 1 920 000            | 2 173 000 | 88.4           | 156        | 91            | 65            | 12 307                   |                      | 171        | 173        | 81         |
| 2019                                                                            | 1 981 460            | 2 242 930 | 88.3           | 135        | 91            | 44            | 14 677                   |                      | 157        | 299        | 85         |
| 2021                                                                            | 2 042 150            | 2 312 570 | 88.3           | 139        | 94            | 45            | 14 691                   |                      | 87         | 337        | 85         |
| Fuente: Catholic-Hierarchy, que a su vez toma los datos del Anuario Pontificio. |                      |           |                |            |               |               |                          |                      |            |            |            |